# Phó chiêu nghi (Hán Nguyên Đế)
Hiếu Nguyên Phó Chiêu nghi (chữ Hán: 孝元傅昭儀, ? - 2 TCN), còn được gọi là Định Đào Phó Thái hậu (定陶傅太后), Định Đào Cung vương mẫu (定陶恭王母) hoặc Hiếu Nguyên Phó Hoàng hậu (孝元傅皇后), là một phi tần của Hán Nguyên Đế Lưu Thích, vị Hoàng đế thứ 10 của nhà Hán. Bà là mẹ của Định Đào cung vương, sau tặng Cung hoàng Lưu Khang và là bà nội của Hán Ai Đế Lưu Hân, vị Hoàng đế thứ 12 của nhà Hán trong lịch sử Trung Quốc.
Được biết đến như một người phụ nữ tham vọng và độc đoán, Phó Chiêu nghi đương thời luôn muốn con trai mình Lưu Khang thay thế Hán Thành Đế Lưu Ngao, con của Vương Chính Quân, lên ngôi Hoàng đế nhà Hán. Cuối cùng, bà cũng thấy được cháu trai mình Lưu Hân, trở thành Hán Ai Đế. Thế nhưng, bà không bao giờ thỏa mãn được vị trí của mình luôn thua thiệt Vương Chính Quân, vì bà chỉ là phi tần trong khi Vương Chính Quân là Hoàng hậu.

## Nhập cung Hán
Phó Chiêu nghi xuất thân từ quận Hà Nội (nay là Hàm Đan, Hà Bắc). Cha bà mất sớm, người mẹ tái giá cùng người ở Ngụy quận là Trịnh Ông (郑翁), sinh ra một người con trai là Trịnh Uẩn (鄭惲). Đến tuổi trưởng thành, Phó thị bị đưa vào cung, làm Tài nhân trong cung của Thượng Quan Thái hoàng thái hậu - Hoàng hậu của Hán Chiêu Đế Lưu Phất Lăng. Sau đó, bà gặp được Thái tử Lưu Thích và được Thái tử sủng ái.
Năm Hoàng Long nguyên niên (49 TCN), Hán Tuyên Đế băng hà, Thái tử Lưu Thích lên ngôi, tức Hán Nguyên Đế. Hoàng đế lập Lưu Ngao làm Thái tử, do đó mẹ của Thái tử là Vương Chính Quân trở thành Hoàng hậu, còn Phó thị được phong là Tiệp dư. Tuy chỉ là thiếp thất, song Phó Tiệp dư được sủng ái cực kì, Vương Hoàng hậu bị lạnh nhạt. Về sau, bà sinh hai người con là Bình Đô công chúa (平都公主) và Tế Dương vương Lưu Khang. Mấy năm sau, Hán Nguyên Đế lập ra địa vị Chiêu nghi, dưới bậc Hoàng hậu và trên bậc Tiệp dư, liền phong cho Phó thị làm Chiêu nghi, ban cho Ấn tín và Dây treo triện.
Thái tử Lưu Ngao ngày một lớn, Hán Nguyên Đế ngày càng không hài lòng với phong cách của Thái tử, tỏ ra sủng ái Lưu Khang, con trai Phó Chiêu nghi hơn, điều này khiến bà càng mong cơ hội đoạt đích. Vào năm Kiến Chiêu thứ 4 (35 TCN), khi hoàng đệ nhỏ tuổi nhất của Nguyên Đế là Trung Sơn vương Lưu Cánh qua đời, Thái tử Lưu Ngao không hề tỏ ra đau buồn. Sử Đan (史丹), một thân nhân của bà nội Hán Nguyên Đế và là một quan chức cấp cao ủng hộ Thái tử, thuyết phục Nguyên Đế rằng Thái tử chỉ nhất thời không hiểu chuyện, nhưng Nguyên Đế vẫn không bằng lòng. Khi Tế Dương vương Lưu Khang càng thông minh và siêng năng, rất được Hán Nguyên Đế sủng ái. Trong khi đó, Thái tử Ngao chỉ biết đến tửu sắc. Khi Nguyên Đế bị bệnh thì Phó Chiêu nghi và Lưu Khang thường được triệu tập đến giường của Nguyên Đế, trong khi Vương Hoàng hậu và Thái tử Lưu Ngao hiếm khi được vậy. Trong lúc lâm bệnh, vì được khuyến khích bởi Phó Chiêu nghi mà Hán Nguyên Đế đã xem xét lại có nên thay ngôi Đông cung Thái tử giữa Ngao và Khang không. Chỉ khi có sự can thiệp của Sử Đan - người đã liều mạng sống của mình để bước lên thảm của long sàng Hoàng đế, một hành động mà chỉ có Hoàng hậu mới được phép làm, khuyên can Hán Nguyên Đế từ bỏ suy nghĩ phế trưởng lập thứ.

## Góa phụ thời kỳ

### Định Đào Thái hậu
Năm Cánh Ninh nguyên niên (33 TCN), Hán Nguyên Đế băng hà, con trai của Vương hoàng hậu là Lưu Ngao lên ngôi, tức Hán Thành Đế.
Theo thông lệ có từ trước, nếu hậu cung phi tần của hoàng đế sinh được con trai và người con trai ấy được phong Vương thì sau khi Tiên đế giá băng, mẫu tử vị Hậu phi đó phải lập tức lui về phong địa, tuyệt không được ở lại trong triều nữa. Do Lưu Khang được phong làm Định Đào vương của Định Đào quốc, nên Phó Chiêu nghi cũng đến đó ở cùng, được tôn gọi là Định Đào Thái hậu (定陶太后). Để tạo thế lực cho dòng họ của mình, bà đem con gái của người em cùng mẹ với mình là Đinh Cơ gả cho Lưu Khang.
Mối quan hệ huynh đệ giữa Thành đế và Định Đào vương Lưu Khang khá tốt. Định Đào vương thường được triệu về Trường An để dự yến cùng Hoàng đế. Khi đó Hán Thành Đế không có con, nên muốn chọn trong số các thân vương một người để nối ngôi. Lưu Khang đã được xem là người thừa kế tiềm năng. Phó Thái hậu rất vui mừng về điều này. Vương Phượng mượn chuyện xảy ra nhật thực ép Thành Đế đuổi Lưu Khang về đất phong Định Đào, không cho gọi trở về Trường An nữa, Thành Đế đành chịu. Đại thần Vương Chương tức giận vì sự chuyên quyền của ngoại thích, bèn kiến nghị Thành Đế bãi chức họ. Vương Phượng bèn tranh thủ sự ủng hộ của Vương Thái hậu gây sức ép với Thành Đế, khiến Thành Đế phải xin lỗi Mẫu hậu, bắt giam Vương Chương. Sau đó, Chương bị chết trong ngục.
Năm Dương Sóc thứ 2 (22 TCN), Lưu Khang qua đời, người con của ông là Lưu Hân nối tước Định Đào vương khi mới 3 tuổi. Năm Nguyên Diên thứ 4 (9 TCN), Hán Thành Đế tuyệt tự trong khi tuổi đã cao, ra chiếu chỉ tuyên triệu Định Đào vương Lưu Hân cùng Trung Sơn vương Lưu Hưng, con của Phùng Vương thái hậu; cùng về Trường An để chọn người làm Trữ quân kế vị. Phó Thái hậu cũng theo cháu nội Lưu Hân vào triều, và bà đã lén vào hậu cung dùng vàng bạc châu báu hối lộ cho Triệu Hoàng hậu và Vương Căn là cậu của Hán Thành Đế, nhờ cậy họ nói tốt cho Lưu Hân. Chính vì thế Lưu Hân mới được lập làm Hoàng Thái tử vào năm 8 TCN và chọn người cháu của Sở Hiếu vương là Lưu Cảnh đổi sang làm "Định Đào vương" để kế thừa tước vị này.

### Hoàng thái thái hậu
Năm Tuy Hòa thứ 2 (7 TCN), Hán Thành Đế băng hà, Thái tử Lưu Hân lên ngôi tức Hán Ai Đế, lập Phó thị (cháu gái của bà) làm Hoàng hậu, tôn Hoàng hậu Triệu Phi Yến làm Hoàng thái hậu, và tôn Hoàng thái hậu Vương Chính Quân làm Thái hoàng thái hậu.
Khoảng 10 ngày sau khi đăng cơ, Hán Ai Đế đón tổ mẫu cùng thân mẫu đến Vị Ương cung. Nhưng do đích-thứ khác biệt, Phó Thái hậu cùng mẹ ruột Ai Đế là Đinh Cơ ngoài đãi ngộ ra thì vẫn chỉ giữ vị hiệu khi còn ở Định Đào, do Hoàng thái hậu và Thái hoàng thái hậu chỉ có một mà không thể thêm người khác, chính điều này đã dấy lên nỗi bính bình của Hán Ai Đế, cũng như là đề tài tranh luận trong triều đình. Khi đó Cao Xương hầu Đổng Hoành (董宏) tấu lên, lấy ["Mẫu dĩ Tử quý"; 母以子贵] làm lý lẽ, cẩn tôn Phó Thái hậu và Đinh Cơ huy hiệu xứng đáng. Dưới áp lực của Đại tư mã Vương Mãng, cùng Khổng Quang và Sư Đan, Đổng Hoành bị cắt chức lưu đày, nhưng Hán Ai Đế sau đó liền đến Trường Tín cung, xin dâng thụy hiệu cho Lưu Khang làm [Cung Hoàng]. Rồi cuối cùng, Hán Ai Đế thuận nước đẩy thuyền, dựa vào đó mà ra chỉ tôn tước hiệu mới cha bà nội và mẹ ruột, Phó Thái hậu nhận tước hiệu Cung Hoàng thái hậu (恭皇太后), còn Đinh Cơ mẹ của Ai Đế được phong làm Cung Hoàng hậu (恭皇后), đều lấy thụy hiệu của Định Đào Cung vương Lưu Khang làm hiệu, để tỏ rõ phân biệt với Thái hoàng thái hậu và Hoàng thái hậu. Trong chiếu có viết:「"Kinh Xuân Thu nói 'Mẫu dĩ tử quý', ứng nên tôn kính Phó Thái hậu làm Cung Hoàng thái hậu, Đinh Cơ làm Cung Hoàng hậu, lấy tả hữu Chiêm sự, phong ấp và bày biện đều án theo Trường Tín cung cùng Trung cung đãi ngộ"」. Ngoài ra, Hán Ai Đế còn truy tôn cha của Phó Thái hậu làm Sùng Tổ hầu (崇祖侯), cha của Đinh Cơ làm Bao Đức hầu (褒德侯).
Thái hoàng thái hậu Vương Chính Quân ra Ngự lệnh cho người cháu trai của mình là Vương Mãng, chỉ huy của cấm quân, phải từ chức và chuyển giao quyền lực cho họ Phó và họ Đinh. Song Hán Ai Đế lại khước từ và muốn giữ Vương Mãng lại. Vài tháng sau, Vương Mãng và Phó Thái hậu nảy sinh mâu thuẫn. Trong một buổi yến tiệc, bảo tọa của Phó thái hậu được đặt trước bảo tọa của Vương Thái hoàng thái hậu nương nương. Vương Mãng thấy vậy, bèn quở trách và ra lệnh bảo tọa của Phó thái hậu phải được chuyển sang phía bên góc, Phó thái hậu vô cùng giận dữ, cho rằng họ Vương không xem trọng mình, bỏ về không dự tiệc. Để tránh sự tức giận của Phó Thái hậu, Vương Mãng liền từ chức, và Hán Ai Đế chấp thuận cho hắn.
Sau khi Vương Mãng từ chức, gia tộc họ Vương tạm rút khỏi vị trí quyền lực trong triều của mình. Thay vào đó, nhờ vào thế lực của bà mà họ Phó và họ Đinh được trọng dụng, lấn át thế lực ngoại thích họ Vương rồi dần trở thành phe cánh mới trong triều đình. Em trai cùng mẹ cùng cha của Phó thị có bốn người, là Phó Tử Mạnh (傅子孟), Phó Trung Thúc (傅中叔), Phó Tử Nguyên (傅子元) và Phó Ấu Quân (傅幼君). Trong đó, con của Tử Mạnh là Phó Hỉ (傅喜) làm đến Đại tư mã, tước Cao Vũ hầu (高武侯); con trai Trung Thúc là Phó Yến (傅晏) cũng làm Đại tư mã, hiệu Khổng Hương hầu (孔乡侯); con trai Ấu Quân là Phó Thương (傅商) phong làm Nhữ Xương hầu (汝昌侯); đem Sùng Tổ hầu sửa thành Nhữ Xương Ai hầu (汝昌哀侯). Con trai của người em khác cha là Trịnh Nghiệp (郑业) được phong làm Dương Tín hầu (阳信侯), truy tôn Trịnh Uẩn làm Dương Tín Tiết hầu (阳信节侯). Như vậy trong nhà Phó Thái hậu có sáu người được phong Hầu, 2 người làm Đại tư mã, 6 người làm bậc Cửu khanh, 10 người trở thành Thị trung, bổng lộc hơn 2.000 thạch.
Năm Kiến Bình thứ 2 (5 TCN), tháng 3, Cung Hoàng thái hậu Phó thị được Ai Đế tấn tôn làm Đế thái thái hậu (帝太太后), chiếu viết:「"Hán gia chế pháp, thân thuộc vì hiển quý mà được gia tôn, huy hiệu của Định Đào Cung hoàng nay không nên tiếp tục dùng chữ Định Đào nữa. Nên tôn Cung Hoàng thái hậu làm Đế thái thái hậu, Cung Hoàng hậu làm Đế thái hậu"」. Năm thứ 3 (4 TCN), tháng 6, chiếu tôn Đế thái thái hậu làm Hoàng thái thái hậu (皇太太后), tương đương với Thái hoàng thái hậu của Vương Chính Quân. Chỗ ở của Hoàng thái thái hậu được gọi là Vĩnh Tín cung (永信宮), các thiết có Thiếu phủ, Thái bộc, trật lộc đều là hơn 2.000 thạch.

## Hại chết Phùng Viện
Vào năm Tuy Hòa thứ 2 (7 TCN), Trung Sơn vương Lưu Kì Tử lâm trọng bệnh, Thái hậu Phùng Viện vất vả chăm sóc, ngày đêm cầu khấn thần linh. Hán Ai Đế vừa đăng cơ không lâu, nghe đến em họ bị bệnh, bèn sai Trương Do (張由) đến xem xét thăm bệnh. Nhưng sau đó, Trương Do trở về Trường An và tố cáo Phùng Thái hậu dùng trò phù thủy, đang nguyền rủa Ai Đế cùng Hoàng tổ mẫu của ông là Phó Thái hậu.
Phó Thái hậu vốn rất căm ghét Phùng Thái hậu do việc bà xả thân cứu Hán Nguyên Đế năm xưa, nay nhân cơ hội muốn dồn Phùng Thái hậu vào chỗ chết. Phó Thái hậu sai Đinh Huyền (丁玄) thẩm tra vụ án, bắt quan lại của Trung Sơn vương cùng người nhà của Phùng Thái hậu phân biệt giam cầm ở Lạc Dương, Ngụy quận và Cự Lộc. Sau đó, Phó Thái hậu một hoạn quan tên Sử Lập (史立), cùng Thừa tướng Trưởng sử phối hợp Đại Hồng lư thừa thẩm tra vụ án. Sử Lập hùa với Phó Thái hậu, giả mệnh tra khảo một số người liên quan với Phùng Thái hậu, trong đó có em gái bà là Phùng Tập (馮習) và em dâu là Phùng Quân Chi (馮君之; vốn không rõ họ gì, gọi theo họ chồng). Thế nhưng, Sử Lập vẫn không đủ chứng cứ tố cáo Phùng Thái hậu. Vu sư Lưu Ngô thừa nhận đã làm việc bùa phép, còn Y sĩ Từ Toại đã nói rằng Phùng Tập cùng Quân Chi từng nói:"Thời Vũ Đế, có Y sĩ Tu thị chữa khỏi bệnh cho Vũ Đế, tiền thưởng 2.000 vạng bạc. Hiện tại không thể chửa khỏi bệnh cho Thượng, lại không thể phong Hầu, chi bằng giết chết Thượng, khiến Trung Sơn vương kế vị, là có thể phong Hầu rồi!". Sử Lập thượng tấu tố cáo Phùng Thái hậu cùng một cơ số người tiến hành nguyền rủa Hoàng đế, đại nghịch bất đạo. Thế rồi, triều đình tiến hành tra khảo riêng Phùng Thái hậu, nhưng bà nhất quyết không chịu nhận.
Sử Lập khi đó đành ám thị ai là chủ mưu việc điều tra lần này, nói:"Gấu chạy lên trên điện, ngài từng dũng cảm như thế nào?! Bây giờ sợ hãi co rúm, thật khác xa!". Biết được Phó Thái hậu là chủ mưu, Phùng Thái hậu trở về tẩm cung nói tả hữu rằng:"Đó là chuyện xưa của tiền triều, làm sao một tiểu quan viên lại có thể biết?! Đây rõ ràng là muốn hãm hại ta", nói xong bà liền tự sát bằng thuốc độc. Năm đó, có 17 người trong nhà bà bị giết, chỉ duy nhất cháu trai là Lưu Kì Tử được tha.

## Bị tước thụy hiệu
Năm Nguyên Xuân nguyên niên (2 TCN), ngày 17 tháng 1 (âm lịch), Phó Thái hậu qua đời, không rõ bao nhiêu tuổi.
Dù chỉ là một phi thiếp, Phó thị sau khi qua đời đã được cháu nội Hán Ai Đế tiếm gọi với thụy hiệu Hiếu Nguyên Phó Hoàng hậu (孝元傅皇后), hợp táng cùng Hán Nguyên Đế vào Vị lăng (渭陵). Quy chế nhà Hán gắt gao, trong một đời Hoàng đế, chỉ có một Hoàng hậu được hợp táng cùng Hoàng đế và được đem thụy hiệu của Hoàng đế ấy làm thụy hiệu của mình, đến cả Hoàng hậu còn có phân biệt (như Cung Ai Hoàng hậu Hứa Bình Quân), chứ chưa nói đến phi tần. Chính điều này đã làm cho Thái hoàng thái hậu Vương Chính Quân không hài lòng và tức giận. Hành động của Hán Ai Đế được xem là không phù hợp lễ giáo và thiếu tôn trọng đối với Thái hoàng thái hậu đang tại vị.
Hơn một năm sau Hán Ai Đế cũng bạo băng, thế lực họ Vương lập tức trỗi dậy, nhanh chóng đoạt lại quyền hành chính trị còn thế lực họ Phó và họ Đinh suy sụp, cháu gái bà là Phó Hoàng hậu bị thu hồi Hoàng hậu tỉ thụ, phế truất ngôi chính cung. Vương Chính Quân liền triệu tập cháu mình là Vương Mãng về Trường An nhiếp chính cho Hán Bình Đế vừa đăng cơ. Vương Mãng không do dự bèn thanh trừng thế lực 2 họ Phó và Đinh. Phó thị bị tước bỏ thụy hiệu "Hiếu Nguyên hoàng hậu", giáng vị thành Định Đào Cung vương mẫu (定陶恭王母). Thi hài bị trục xuất khỏi Vị lăng rồi được đưa về Định Đào an táng trong sự uất ức của gia tộc họ Phó.
Năm Nguyên Trị thứ 5 (5), Vương Mãng dâng tấu lên Thái hoàng thái hậu Vương Chính Quân, nói mộ phần Phó Thái hậu không hợp lễ táng, nên phải khai quật để sửa sang. Tương truyền, khi mộ của bà được khai quật, bất ngờ lửa phụt ra, gây tổn hại thi thể và các vật phẩm chôn cất cùng.